# مرتبه تخمین
در علوم فنی مهندسی و سایر رشته‌های کمّی، مرتبه تخمین (به انگلیسی: Order of Approximation) اشاره به عبارات رسمی یا غیررسمی دارد که بیانگر آن است که یک تقریب چقدر دقیق است. ترتیب مرتبه‌ها در جهت افزایش دقت به‌صورت: تقریب مرتبه صفر، تقریب مرتبه اول، تقریب مرتبه دوم و غیره است. بیان غیررسمی آن است که یک روش ساده برای نمایش سطح دقت مورد استفاده در نمایش مقادیری است که کاملاً شناخته شده نیستند.
در بیان رسمی یک تقریب مرتبه n-ام، تقریبی است که در آن مرتبه اندازه خطا حداکثر{\displaystyle x^{n+1}} باشد. یا به بیان نماد O بزرگ خطا برابر با {\displaystyle O(x^{n+1})} باشد. در مورد تابع هموار تقریب مرتبه n-ام یک چند جمله ای از درجه n است که از کوتاه سازی سری تیلور تا این درجه بدست آمده‌است.

## استفاده در علوم و مهندسی

### مرتبه صفر
تقریب مرتبه صفر (همچنین مرتبه 0th) اصطلاحی است که دانشمندان برای اولین حدس تحصیل شده برای یک پاسخ استفاده می‌کنند. بسیاری از پیش فرض‌های ساده ساخته می‌شود و زمانی که یکی مورد نیاز باشد، اغلب مرتبه ای از مقادیر پاسخ‌ها ارائه می‌شود. برای مثال شما ممکن است بگویید «این شهر چند هزار سکنه دارد» در حالیکه تعداد سکنه در حقیقت ۳٬۹۱۴ نفر در واقعیت است. این مسئله گاهی اوقات به عنوان مرتبه بزرگی تقریب عنوان می‌شود. منظور از صفر در «مرتبه صفر» نشان دهنده این واقعیت است که تنها بیان عدد توصیف ضعیفی از «چند» است.
تقریب مرتبه صفر یک تابع (تابع: فرم ریاضیاتی که بر روی چندین نقطه قابل تنظیم باشد) یک تابع ثابت یا یک خط صاف بدون شیب خواهد بود: یک چند جمله ای از مرتبه صفر. به عنوان مثال:
{\displaystyle x=[0,1,2]\,}
{\displaystyle y=[3,3,5]\,}
{\displaystyle y\sim f(x)=3.67\,}
یک تقریبی مناسب برای داده‌ها است که به سادگی با میانگین‌گیری بر روی مقادیر y بدست آمده‌است. روش‌های دیگری برای انتخاب یک تابع تقریب ثابت نیز می‌تواند مورد استفاده قرار گیرد.

### مرتبه اول
تقریب مرتبه اول (همچنین مرتبه ۱-ام) اصطلاحی است که دانشمندان برای یک حدس تحصیل شدهٔ عمیق‌تر در یک پاسخ به کار می‌برند. مقداری پیش فرض‌های ساده‌سازی شده اعمال می‌شود و زمانی که یک عدد مورد نیاز است، اغلب پاسخ تنها با یک رقم قابل توجه داده می‌شود ("شهر دارای ۴×103 یا چهار هزار نفر سکنه"). در تقریب مرتبه اول پیشنهاد دادن حداقل یک عدد، دقیق است. به عنوان مثال: در تقریب مرتبه صفر در دستور فوق مقدار "چند" داده شد اما در نمونهٔ تقریب مرتبه اول شماره "۴" هم داده شد.
تقریب مرتبه اول یک تابع (به معنای تعیین یک فرمول ریاضی که بر چندین نقطه منطبق باشد) یک تقریب خطی (شامل یک خط مستقیم با یک شیب: که یک چند جملهای از درجه ۱ خواهد بود) است. برای مثال::
{\displaystyle x=[0,1,2]\,}
{\displaystyle y=[3,3,5]\,}
{\displaystyle y\sim f(x)=x+2.67\,}
یک تقریبی خطی مناسب برای داده‌های داده شده‌است.